# Janseodes melanospila
Janseodes melanospila là một loài bướm đêm trong họ Noctuidae.